# Ásmundsson
Ásmundsson ist ein männlicher isländischer Name.

## Bedeutung
Der Name ist ein Patronym und bedeutet Ásmundurs Sohn. Eine Variante ist Ásmundarson. Die weibliche Entsprechung ist Ásmundsdóttir (Ásmundurs Tochter).

## Namensträger
- Jóhann Ásmundsson (* 1961), isländischer Musiker
- Jón Óskar Ásmundsson (1921–1998), isländischer Dichter, Autor, Musiker und Übersetzer, siehe Jón Óskar
- Snorri Ásmundsson (* 1966), isländischer Künstler
- Valdimar Ásmundsson (auch Ásmundarson, 1852–1902), isländischer Journalist, Übersetzer und Verleger